# ملحمة أقهات

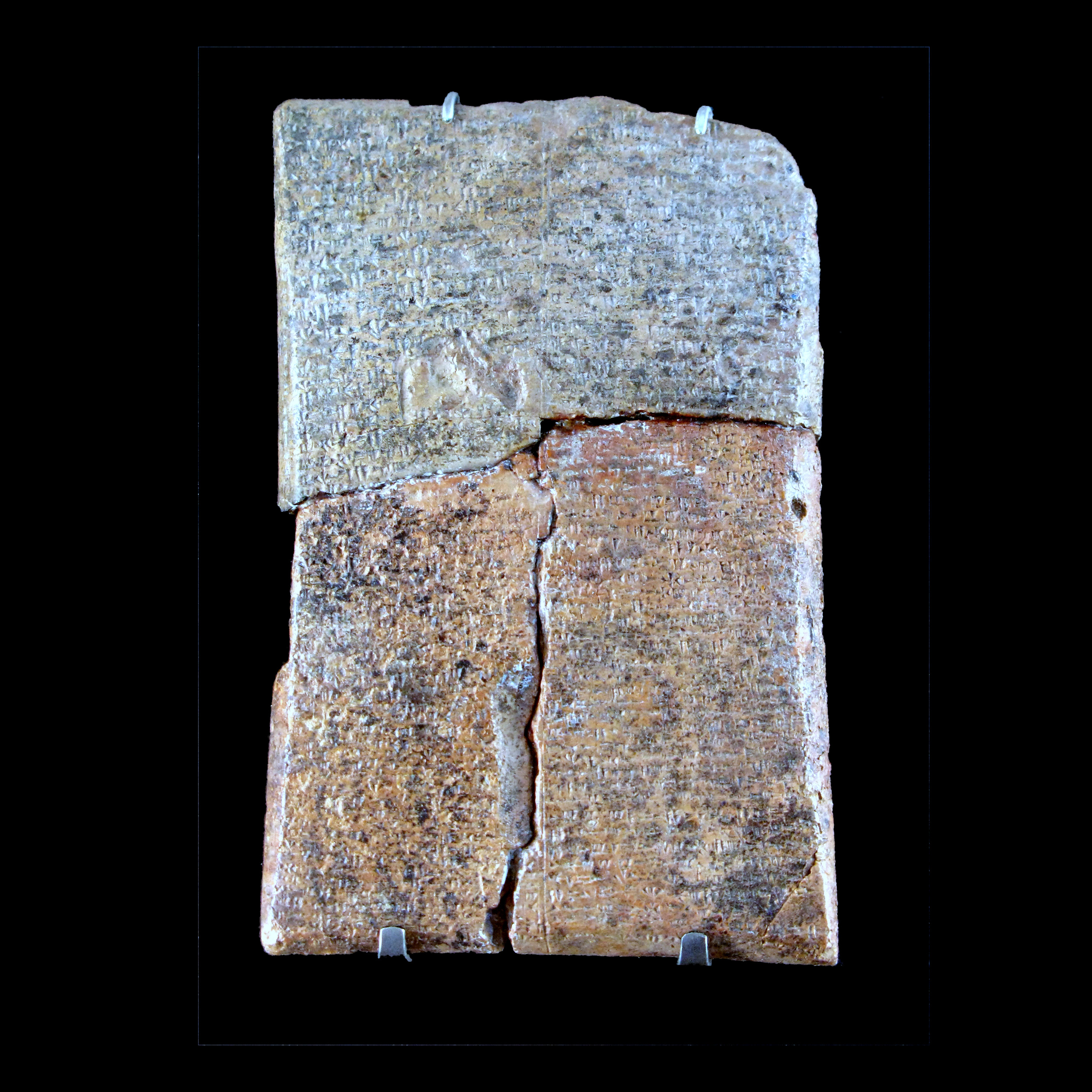
لوح من ملحمة اقهات في متحف اللوفر (باريس)

ملحمة أقهات من النصوص الأدبية في أوغاريت في سوريا وهي كباقي الملاحم الكلاسيكية الأكثر شهرة، في ملاحم الشرق القديم كملحمة جلجامش، وإن الأبطال الرئيسيين هنا هم أشخاص بشريون رغم أن الآلهة تلعب دورًا مهمًا في أحداث الملحمة. كُتبت نصوص هذه الملحمة، مثل غيرها من النصوص الأوغاريتية، على ألواح من الطين، بالخط الأبجدي المسماري، وباللغة الأوغاريتية.

## تاريخ الملحمة
بالرغم من أن هذه النصوص قد دونت في أواسط القرن الرابع عشر قبل الميلاد، إلا أن أصولها كانت آدابًا شعرية متداولة بشكل شفوي قبل تدوينها بزمن طويل. كما أن القافية لم تكن مستعملة في صياغتها.

## ملحمة أقهات
مع أن عنوان هذه الملحمة، الذي يشير إلى شخصية بطلها، إلا أن قصة (أقهات) هنا تشكل الجزء الثاني من قصة أطول تدور حول أبيه المدعو (دانئيل/ دانيال)، وهو شخصية ملكية كانت حكمتها واستقامتها موضوعًا ملحميًا قديمًا، إن ما تبقى لنا سليمًا من هذه السلسلة يدور حول علاقة دانئيل بابنه أقهات. وتتشابك علاقة هاتين الشخصيتين مع شخصيتين رئيسيتين أخريين هما (فوغة أخت أقهات)، والإلهة عناة.
كان دانئيل حاكمًا محبوبًا، وقاضيًا عادلاً يقضي للأرملة، وينصف اليتيم، عند البيدر بالقرب من بوابة المدينة، في كل يوم. ولكنه كان عاقرًا.
في بداية اللوح الأول من الملحمة، وبعد عشرة أسطر تالفة، نجد دانئيل معتكفًا في المعبد يقدم القرابين للآلهة ويتضرع إليها علّها تهبه ابنًا يرثه. في اليوم السابع من اعتكافه وإقامته الطقوس، يظهر له الإله بعل مشفقًا على بؤسه، ويعده بالتوسط لدى كبير الآلهة إيل ليزيل عنه لعنة العقم. ثم يتوجه بعل إلى مقر إيل ويبسط أمامه قضية دانئيل
- ليس له ابن كما لإخوته
- ولا وريث كأولاد عمومته
- لقد قدم ذبيحة لطعام الآلهة
- وماء قربان لهم ليشربوا
- لتباركنه يا أبي، أيها الثور إيل
- لتقوينَّه يا خالق الخلائق
- فيكون له ابن في بيته وذرية في وسط قصره
- استجاب إيل لالتماس بعل وبارك دانئيل
- عندما يقبل زوجته سوف تصبح حاملاً
- وعندما يعانقها سوف تلد
- سوف تمسي حاملاً، سوف تلد، سوف تنجب
- وسيجد في بيته ابنًا
- وذرية في وسط قصره

يتقوى قلب دانئيل وتعود إليه روحه بعد هذا الوعد فيذهب إلى بيته وهناك في غرفته اطمأن،
- فصعد إلى سريره
- وانحنى يقبل زوجته
- فحمحمت، من ضمه حمحمت
- وحبلت لتلد وحمحمت
- ليكون له ابنٌ في بيته
- وذريةٌ في وسط قصره
- فيقيمُ نصبًا لإلهه الحامي
- ومصلى في الحرم المقدس
- ويرد عنه إهانة من يحتقره
- ويطرد الذي يقلق راحته

بعد ذلك يولم دانئيل وليمة لإلهات الحمل والولادة، اللواتي يدعوهن النص بنات الهلال، صنو السنونوات في جمال الصوت والغناء. أولم دانئيل لبنات الهلال ستة أيام. وهن (على ما يبدو) يقمن بإنشاد تراتيل معينة من شأنها تقوية المرأة الحامل. وفي اليوم السابع صرفهن مكرمات وقبع يعد الأشهر المتبقية لولادة وريثه
يلي ذلك جزء طويل مفقود من النص يقص عن ولادة ابن لدانئيل دعاه أقهات، وكيف صار فتى يافعًا مولعًا بالصيد متمرسًا بفنونه. وعندما يغدو النص واضحًا للقراءة نجد دانئيل وهو جالس عند البوابة قرب بيدر القمح يقضي للأرملة وينصف اليتيم، عندما رأى عن بُعد الإله كوثر-حاسيس، إله الحرف والصناعة، قادمًا إليه من مصر وبيده قوسًا وعلى كتفه جعبة ونبال.
فنادى زوجته قائلاً:
- اسمعي أيتها السيدة دانتيّة أعدّي خروفًا من القطيع لإكرام كوثر- حاسيس، وتجهزي لإطعام وإسقاء الآلهة.

استجابت دانتية وأولمت للإله الضيف، فأكل وشرب على مائدة دانئيل. وعندما هَمَّ بالمغادرة أعطى القوس الذي يحمله والجعبة والنبال إلى دانئيل هدية لبكره أقهات. ولما توارى عن الأنظار قام دانئيل بتسليم القوس العجيب الصنعة إلى أقهات قائلاً له:
- إن بواكير صيدك يا بني ستكون قربانًا إلى المعبد.

بعد نقص آخر في النص، نجد الإلهة عناة مدعوة إلى وليمة، ربما في بيت دانئيل احتفالاً بالقوس الفائق الصنعة الذي وهبه إله الحرف لأقهات، وهي تقطع بمدية ضلع حمل مشوي، وتعبُّ من الخمر كأسًا بعد كأس، حتى انتشت وسُرَّ فؤادها. وعندما عُرض عليها القوس دهشت، وهي الصيادة الماهرة، لما رأت من جماله وإتقان صنعته، وتاقت نفسها لامتلاكه. وفي نوبة من نوبات غضبها التي نعرفها من نصوص عديدة أخرى، رمت كأسها إلى الأرض، ورفعت صوتها متوجهة بالقول إلى أقهات
- اسمع يا أقهات، أيها الفتى البطل:
- اطلب فضة مني أعطيك،
- اطلب ذهبًا منى أهبه لك؛
- ولكن أعط قوسك لعناة،
- أعطها جعابك ونبالك.

ولكن أقهات يرفض طلبها، ويقول لها أن تطلب من كوثر-حاسيس أن يصنع لها قوسًا مماثلاً. فتذهب عناة أبعد من ذلك وتتمادى في ترغيب أقهات:
- اطلب الحياة يا أقهات، اطلب أيها البطل؛
- اطلب الحياة أعطيكها، والخلودّ أهبه لك،
- فتستوي مع بعل بسنوات الحياة،
- وتستوى بالشهور مع أبناء إيل.

يرفض أقهات كرة أخرى، ولكن جوابه هذه المرة يتخطى حدود اللياقة:
- لا تكذبي علي أيتها البتول،
- أليس كذبك على البطل عيبًا!
- ما هي آخرة الإنسان،
- وما الذي يأخذ من دنياه؟
- يُصب الكلس على رأسه،
- والجص على جمجمته.
- سأموت مثل كل إنسان فان،
- كبقية الموتى، نعم سأموت.
- شيء آخر أريد قوله لك:
- إن القسيَّ مُعدَّةٌ للرجال
- فهل عرفت النساء الصيد قط!

على الرغم من واقعيتها، فإن ردة فعل أقهات في قسمها الأول قاسية بما فيه الكفاية؛ فهو ينكر مقدرة عناة على تحقيق ما وعدت به، لأن الموت بالنسبة للبشر أمر مقدر منذ البدء ولا مهرب منه. أما في القسم الثاني الذي ينكر فيه أهليتها لحمل السلاح، فإن أقهات يتحدى جوهر الإلهة نفسه.
لم تكن ردة فعل عناة أقل قسوة من ردة فهل أقهات؛ فقد أطلقت ضحكة مغتاظة وقالت له متوعدة:
- التفت إليَّ يا أقهات، أيها البطل،
- واسمع ما أقوله لك:
- إذا لقيتك في دروب الشر،
- إذا وجدتك في دروب الخيلاء (= إشارة إلى الحرب)،
- سأصرعك تحت قدمي يا أجمل الناس وأشدَّهم.
- ثم رفست الأرض بقدمها،
- وتوجهت نحو إيل عند منبع النهرين،
- وسط مجرى الغمرين. ودخلت حمى إيل،
- وجاءت قصر الملك أبي السنين.
- عند قدمي إيل سجدت،
- انحنت له وبجلته،
- ثم تكلمت بالنميمة على أقهات؛
- رفعت صوتها وصاحت
- ابنة بيتك قد أهينت،
- لا تفرح، ولا تبتهج لشموخ هيكلك.
- سأجعل الدم يجري في شعرك الأبيض،
- وشيب لحيتك أخّضّبه بالدم،
- فادعُ أقهات لينجيك مني،
- ونادي ابن دانئيل لينقذك من قبضة البتول».
- أجابها اللطيف، إله الرحمة:
- أعرف أنك دمثة يا ابنتي
- وأنه ليس في الآلهات دناءة
- اذهبي واكبتي غضبَ قلبك،
- والخزيُ الذي في قلبك احفظيه في صدرك،
- فإنك دوسًا ستدوسين الذي يتعقبك.

بعد أن تحصل عناة على مباركة إيل في مسعاها للانتقام، تستعين بخادمها يطفان، وتزين له قتل أقهات. سوف تحوله إلى نسر يطير مع سرب النسور؛ وعندما يجلس أقهات إلى الطعام في قرية الأباليم، ينقض عليه يطفان ويضربه على رأسه وينتزع منه القوس. سارت الخطة حسب المرسوم، ولكن ضربة يطفان كانت من القوة بحيث قتلت أقهات، فانتزع منه القوس وطار بها، ولكنها سقطت من يده وهو يحلق فوق البحر. فبكت عناة وناحت؛ فقد قتلت أقهات ولم تحصل على قوسه، فأخذت على نفسها عهدًا بأن تعيده إلى الحياة.
بعد ذلك نجد دانئيل من جديد جالسًا عند بوابة المدينة يقضي بالعدل. تلاحظ ابنته بوغة (أو فوغة) أن الخضرة قد ذبلت في الحقول، وأن سربًا من النسور يحوم فوق بيت أبيها، وكلا هاتين الظاهرتين تنمان عن العنف والموت غير الطبيعي. فيطلب دانئيل من ابنته (التي يصفها النص بأنها العارفة بمسالك النجوم، وحاملة الماء على كتفيها، وناثرة الندى على الشعير) أن تسرج له حمارًا، ويخرج بصحبتها يتفقد حقوله الذابلة، ويصلي لانهمار المطر. ولكن الأرض كانت قد دخلت في دورة جفاف ستدوم سبع سنوات بسبب موت أقهات. في هذه الأثناء جاء من يخبرهما بموت أقهات. بكى دانئيل على ابنه وصاح: سوف أصرع من قتل ابني، سوف أقضي على من قضى على ذريتي. وبعد أن دفن بقايا أقهات الذي التهمته النسور، أقام في بيته مناحة، استمرت سبع سنوات، قدم في نهايتها ذبيحة إلى الآلهة، وصرف النساء الندابات. عند ذلك تقدمت منه فوغة ملتمسة إذنه وبركته لكي تذهب وتنتقم لأخيها. فباركها وودعها.
ترتدي فوغة زي جندي، وتتقلد خنجرًا، وتلبس فوق ذلك كله ثوب امرأة، ثم تذهب للبحث عن يطفان خادم عناة، وعندما تجده عند أطراف البادية بين سكان الخيام، يدعوها يطفان إلى الطعام والشراب وقد عرف هويتها ولكنه لم يعرف الغرض من زيارتها. وعندما يجلسان إلى المائدة تسقيه حتى تلعب الخمرة برأسه ويأخذ في التباهي بقتل أقهات. يصعد الدم إلى رأس فوغة، فتهتاج هياج أسد وتغضب غضب أفعى. وهنا يتهشم الرقيم الأخير، وينتهي النص فجأة دون أن نعرف نهاية القصة .